# Adecco Personaldienstleistungen
Adecco Personaldienstleistungen GmbH ist ein Unternehmen der Adecco Group, die in 60 Ländern weltweit agiert.

## Geschichte
Adecco entstand 1962, als das 1957 gegründete schweizerische Zeitarbeitsunternehmen Adia in Hamburg die erste deutsche Niederlassung eröffnete. 1996 fusionierte Adia mit dem Personaldienstleister Ecco zu Adecco, womit sich zwei der drei weltgrößten Personaldienstleister zusammenschlossen.
Nach der Akquisition der DIS AG im Jahr 2006 sowie der Tuja-Gruppe im Jahr 2007 wurde in Deutschland die Adecco Germany Holding gegründet. Unter ihrem Dach ist auch die Adecco Personaldienstleistungen angesiedelt.
Obwohl Adecco in der Vergangenheit als Personaldienstleister für Ford tätig war, wurde die Zusammenarbeit 2013/2014 aufgrund wirtschaftlicher Herausforderungen und geplanter Kurzarbeit bei Ford Köln eingestellt.
Im Mai 2018 wurden die Tuja Zeitarbeit und die Service Personaldienstleistungen in die Adecco Personaldienstleistungen integriert.

## Tätigkeit
Adecco steht für die Überlassung und Vermittlung von Personal, sowie Outsourcing, Upskilling und Training von Fach- und Führungskräften. Rund 15.500 Mitarbeitende sind deutschlandweit in 177 Standorten und Niederlassungen tätig.
Adecco  ist Mitglied im Gesamtverband der Personaldienstleister (GVP) und wendet seit Inkrafttreten des ersten Vertrags der BZA-DGB-Tarifgemeinschaft im Jahr 2004 die Tarifverträge für Mitarbeiter in der Zeitarbeit an.

## Gesellschaftliches Engagement
- Charta der Vielfalt – Wikipedia
- Stiftung | Adecco für Arbeit und soziales Leben
- Adecco Engagement | Aktionen zur Nachhaltigkeit
- Athletenprogramm | Karriere nach dem Sport mit Adecco